# Canal Football Club
Pour les articles homonymes, voir CFC.
 (mai 2025).
Canal Football Club (CFC) est une émission de télévision française diffusée sur Canal+ depuis le 31 août 2008 et présentée par Hervé Mathoux.
Elle présente les résumés des matchs du Championnat de France de football.

## Historique
Canal Football Club s'inscrit dans la lignée de Téléfoot (TF1) et France 2 Foot (France 2) pour la diffusion en clair des extraits de Ligue 1 et Ligue 2 le dimanche.
C'est la première fois que Canal+ diffuse une émission en clair consacrée au football.
Au moment de l'attribution des droits télévisés, elle doit à l'origine être diffusée en crypté mais à la suite des protestations de supporters non abonnés à Canal+, de certains présidents de clubs craignant une sous-exposition des matchs de leur équipe et de personnalités médiatiques comme Daniel Bilalian, directeur de la rédaction des sports de France Télévisions qui dénonce une « privatisation du football », la chaîne décide finalement de proposer son programme en clair.
La musique du générique du CFC est le titre Weapons Of Mass Distortion du groupe The Crystal Method. Le titre a été légèrement modifié par les équipes de Canal+ spécialement pour le générique de l'émission, puis il a été remixé en 2015 par Contrechamp Studio pour la nouvelle version du générique.
L'émission reçoit le Mag d'Or 2009 et 2010 de la meilleure émission de sport décerné par L'Équipe magazine,. En avril 2012, elle reçoit la « Lucarne d'or » de la meilleure émission foot. Le 10 mai 2013, elle est de nouveau élu « Lucarne d'or » de la meilleure émission de football.
À partir de 2020, l'émission change d'horaire et devient bi-hebdomadaire. Elle est désormais diffusée le samedi, avant l'affiche de Ligue 1 diffusée sur Canal+, et le dimanche de 19 h à 20 h après la seconde rencontre diffusée sur la chaîne. Elle précède alors le Canal Rugby Club, diffusé de 20 h à 21 h.
En février 2021, après le retour de l'intégralité de la Ligue 1 sur Canal+, l'émission abandonne son édition du samedi pour laisser place au Canal Rugby Club et retrouver son horaire originel le dimanche avant la rencontre le Ligue 1 à 21 h.
À partir de 2021, l'émission est diffusée le dimanche de 19 h 25 à 20 h 25 avant l'édition dominicale du Canal Rugby Club.

## L'émission

### Première saison: 2008-2009
En 2008, l'émission est diffusée le dimanche soir à 19 h 40 en clair et en direct, jusqu'au coup d'envoi du match diffusé à 21 heures sur la chaîne cryptée. Elle présente l'ensemble des résumés des 9 matchs de la journée de Ligue 1, analysés et décryptés par plusieurs consultants en alternance : Didier Deschamps, Guy Roux, Bixente Lizarazu, Olivier Rouyer et Jean-Pierre Papin.

### Deuxième saison: 2009-2010
Le 9 août 2009, l'émission est toujours diffusée à rythme hebdomadaire même quand il n'y a pas de journée de Ligue 1 et débute à 19 h 30 jusqu'au coup d'envoi du match diffusé à 21 heures sur Canal+ avec l'arrivée du journaliste Pierre Ménès en provenance de M6 et celle de l'entraîneur Élie Baup.
En 2010, le quotidien sportif L'Équipe attribue le Mag d'or de la meilleure émission sportive de l'année au Canal Football Club. Il récompense également l'animateur de l'émission Hervé Mathoux de meilleur journaliste sportif de l'année, le consultant Christophe Dugarry de meilleur consultant foot de l'année et l'analyste Pierre Ménès de tête à claques de l'année.
Lors de la Coupe du monde 2010, le CFC est diffusé chaque soir à partir de 22 h 30. Christophe Dugarry, Patrick Vieira et Claude Makelele deviennent consultants de l'émission durant le Mondial. L'émission s'appuie aussi sur la présence de consultants étrangers : Éric Gerets, Marco Simone, Sonny Anderson, Pauleta, Patrick Mboma et Omar Da Fonseca.

### Troisième saison: 2010-2011
L'émission revient à son rythme dominical le 29 août 2010 à 19 h 20 pour la deuxième journée de Ligue 1. Du côté du casting, il ressemble de très près à celui de la Coupe du monde avec l'ossature Hervé Mathoux-Pierre Ménès-Isabelle Moreau.
Une première partie enrichie de l'arrivée d'une nouvelle rubrique : Tous les coups sont permis, dans laquelle Pierre Ménès livre ses coups de cœur ou coups de gueule du moment. Philippe Guillard dit « La Guille » ponctue le Canal Football Club de ses clins d'œil humoristiques, très remarqués lors du CFC quotidien de la Coupe du monde.
Après le coup de sifflet final du grand match, le CFC revient en plateau pour une analyse à chaud de la rencontre pendant quinze minutes dans CFC, le débrief : débats, palettes, interviews, notes des joueurs, tout est passé au crible par les "experts" de l'émission.
Autre nouveauté de cette saison, la présence de Dominique Armand avec la palette à chaque émission et également les arrivées de Marco Simone et Christophe Dugarry en alternance qui rejoignent l'équipe de consultants déjà formée par Élie Baup, Guy Roux, Jean-Pierre Papin et Olivier Rouyer.
L'émission est, pour la deuxième année consécutive, sacrée par le quotidien sportif L'Équipe meilleure émission sportive de l'année aux Mag d'or. Hervé Mathoux est, quant à lui, une nouvelle fois sacré meilleur journaliste sportif de l'année et Christophe Dugarry meilleur consultant foot de l'année. Le trophée de celui qui en fait trop est décerné à Pierre Ménès.
Le 27 février 2011, le Canal Football Club fête sa centième émission et propose une émission spéciale avec les coulisses du CFC dès 18 h 50. Pour l'évènement, l'invité est le sélectionneur de l'équipe de France Laurent Blanc.

### Quatrième saison: 2011-2012
Le CFC reprend du service le 7 août 2011 avec comme principal changement l'arrivée d'Astrid Bard en lieu et place d'Isabelle Moreau. En septembre de la même année, Marco Simone devient entraîneur de l'AS Monaco et quitte son poste de consultant sur Canal+. Il est remplacé par Daniel Bravo. Cette saison marque également la mise en place d'un duplex entre le plateau et le domicile d'un des acteurs des matchs disputés la veille.

### Cinquième saison: 2012-2013
La première émission de la saison est diffusée le 12 août 2012 et est marquée par le départ du consultant Élie Baup devenu entraîneur de l'Olympique de Marseille. Cette saison marque également le retour sur le plateau de Marco Simone en qualité de consultant. En octobre 2012, Éric Carrière rejoint l'équipe de consultants du CFC.

### Sixième saison: 2013-2014
Marco Simone quitte l'équipe de consultants lors de cette sixième saison qui marque les arrivées de Frédéric Antonetti et Jean-Michel Larqué. Nathalie Iannetta remplace elle Astrid Bard pour la Ligue des champions.

### Septième saison: 2014-2015
Jean-Michel Larqué et Nathalie Iannetta quittent l'émission.
Hervé Mathoux et Marie Portolano sont les animateurs, Pierre Menès, Christophe Dugarry, Daniel Bravo, Éric Carrière, Mickaël Landreau et Julien Cazarre sont les chroniqueurs de cette saison.

### Huitième saison: 2015-2016
Habib Beye intègre l'équipe du Canal Football Club.

### Neuvième saison: 2016-2017
En 2016, Christophe Dugarry et Daniel Bravo quittent Canal+. Olivier Dacourt et Reynald Pedros intègrent l'équipe du Canal Football Club.
Le 3 juin 2017, l'émission est diffusée sur C8 après la finale de la Ligue des champions de l'UEFA 2017-2018 à 22h45. C'est la première fois que l'émission est diffusée sur une autre chaîne que Canal+. Sur le plateau, les experts du CFC suivent la remise du trophée en direct et débriefent les actions marquantes de la confrontation.

### Dixième saison: 2017-2018
En 2017, Paul Le Guen, Reynald Pedros et Mickaël Landreau quittent Canal+. Alain Roche, Frédéric Antonetti et Youri Djorkaeff intègrent l'équipe du Canal Football Club.
| Émission | Jour                       | Invité            | Audience moyenne          | Audience moyenne | Réf.   |
| Émission | Jour                       | Invité            | Nombre de téléspectateurs | PDM              | Réf.   |
| -------- | -------------------------- | ----------------- | ------------------------- | ---------------- | ------ |
| 1        | Dimanche 6 août 2017       | Issa Cissokho     | 851 000                   | 5,5 %            | [ 22 ] |
| 2        | Dimanche 13 août 2017      | Cédric Carrasso   | 523 000                   | 4,5 %            | [ 23 ] |
| 3        | Dimanche 20 août 2017      | Jérémy Morel      | 1 173 000                 | 6,8 %            | [ 24 ] |
| 4        | Dimanche 27 août 2017      | Bafétimbi Gomis   | 1 346 000                 | 7,6 %            | [ 25 ] |
| 5        | Dimanche 3 septembre 2017  | Sébastien Corchia | 880 000                   | 3,9 %            | [ 26 ] |
| 6        | Dimanche 10 septembre 2017 | Abou Diaby        | 1 461 000                 | 6,3 %            | [ 27 ] |
| 7        | Dimanche 17 septembre 2017 | Rémy Vercoutre    | 1 560 000                 | 6,8 %            | [ 28 ] |
| 8        | Dimanche 24 septembre 2017 | Amine Harit       | 1 310 000                 | 5,9 %            | [ 29 ] |
| 9        | Dimanche 1er octobre 2017  | Yassine Benzia    | 1 420 000                 | 5,8 %            | [ 30 ] |
| 10       | Dimanche 8 octobre 2017    | Dante             |                           |                  |        |

Légende :
En fond vert  = Les plus hauts chiffres d'audiences/PDA
En fond rouge = Les plus bas chiffres d'audiences/PDA

### Onzième saison: 2018-2019
En 2018, Marie Portolano quitte l'émission pour présenter le Canal Sports Club le samedi. Elle est remplacée par une nouvelle consultante, Laure Boulleau, présente dans l'émission chaque dimanche. Frédéric Antonetti et Youri Djorkaeff quittent Canal+ et sont eux remplacés par deux nouveaux consultants : Jocelyn Gourvennec et Pascal Dupraz.
Le 18 novembre 2018, l'émission est tournée dans le stade Wanda Metropolitano à Madrid pour une émission spéciale Antoine Griezmann.

### Douzième saison: 2019-2020
La saison 2019-2020 du CFC reprend le premier week-end de Ligue 1, le 11 août 2019. Elle est marquée par le retour de deux anciens consultants qui avaient arrêté leur collaboration avec Canal+ pour devenir entraîneur : Mickaël Landreau, parti en 2017 au FC Lorient, et Jocelyn Gourvennec, rappelé au cours de la saison précédente par l'En avant Guingamp. Elle intègre désormais une rubrique hebdomadaire sur le Premier League, à la suite du retour du championnat anglais sur ses antennes du groupe Canal+, ainsi que la pastille Bande de confs qui était précédemment dans l'émission J+1.

### Treizième saison: 2020-2021
La treizième saison est marquée par la perte des droits de diffusion des plus belles affiches de Ligue 1 par Canal+. Le match de Ligue 1 diffusé sur Canal+ le dimanche soir est remplacé par un match de Top 14.
L'émission change alors d'horaire et devient bi-hebdomadaire. Elle est désormais diffusée le samedi, avant l'affiche de Ligue 1 diffusée sur Canal+, et le dimanche de 19 h à 20 h après la seconde rencontre diffusée sur la chaîne. Elle précède alors le Canal Rugby Club, diffusé de 20 h à 21 h.
Cependant en cours de saison, à la suite du « fiasco Mediapro », Canal+ obtient la diffusion de l'intégralité des matchs de Ligue 1. L'émission du samedi est alors remplacée par le Canal Rugby Club, l'affiche du Top 14 étant déplacé au samedi soir sur Canal+. Le dimanche, l'émission débute après le match de Premier League à 19 h 5 ou 19 h 25 ; l'émission retrouve alors son rôle de résumer les rencontres du weekend et promouvoir l'affiche du dimanche soir. Après le match, le CFC analyse la rencontre et entraîne par conséquent la suppression de Dimanche Soir Sport.
Alain Roche quitte la chaîne pour devenir directeur sportif des Girondins de Bordeaux. Les journalistes Karim Bennani et Gauthier Kuntzmann rejoignent l'équipe de l'émission.
Une édition spéciale est diffusée le dimanche 23 août 2020 de 20 h à 21 h puis de 23 h à 23 h 40 autour de la finale de la Ligue des champions Paris Saint-Germain - Bayern Munich (diffusée sur les chaînes concurrentes TF1 et RMC Sport).

### Quatorzième saison: 2021-2022
En 2021, Canal+ perd de nouveau les droits de diffusion des plus belles affiches de Ligue 1. Elle retrouve néanmoins les meilleures affiches de Ligue des Champions tout en conservant l'intégralité de la Premier League et deux matchs de Ligue 1. Pierre Ménès et Karim Bennani quittent la chaîne cryptée à l'intersaison.
La première émission de la saison a lieu le 15 août 2021 avec Olivier Dacourt, Laure Boulleau, Habib Beye, Dominique Armand et Gauthier Kuntzmann.
L'émission pâtit ensuite quelque peu de ces changements au niveau des audiences.